# Fuerza Regional Norte Verde
Fuerza Regional Norte Verde (abreviado FRNV) fue un partido político chileno, de ideología regionalista, que estuvo activo únicamente en la Región de Coquimbo. Tuvo reconocimiento legal entre 2016 y 2017, año en que se fusionó con otros partidos en la Federación Regionalista Verde Social.

## Historia
Fue fundado el 26 de octubre de 2015 (según consta en la escritura pública publicada el 22 de diciembre de 2015 en el Diario Oficial de la República para establecer su constitución) por varias personalidades escindidas de la Nueva Mayoría desencantadas con el gobierno de Michelle Bachelet. Los fundadores del partido tomaron la decisión luego de que Bachelet reemplazara a la intendenta de la Región de Coquimbo Hanne Utreras (entonces vicepresidente del partido) por Claudio Ibáñez.
En su declaración de principios, Fuerza Regional Norte Verde afirma ser una colectividad regionalista y progresista, cuyo principal enfoque es el ser humano y sus derechos. Su inscripción inicialmente fue rechazada el 4 de julio de 2016 al no alcanzar el mínimo de firmas requerido, sin embargo el 13 de julio fueron subsanados los errores y el partido fue finalmente inscrito de forma legal por el Servicio Electoral en la Región de Coquimbo.
El partido participó en las elecciones municipales de 2016, en donde entregó su apoyo a las candidaturas a alcalde en Combarbalá (Gustavo Hernández), La Serena (Hanne Utreras), Punitaqui (Pedro Valdivia) y Río Hurtado (Edgar Ángel). Planteaba además presentar listas de candidatos a concejales en todas las comunas de la Región de Coquimbo, logrando inscribir finalmente 56 candidaturas. En el sorteo realizado el 28 de julio para definir la ubicación de las listas en las papeletas de votación obtuvo la letra N.
En julio de 2016 el consejero regional Teodoro Aguirre —quien ya había participado activamente del proceso de constitución del partido— renunció a su militancia en el Partido por la Democracia para incorporarse a Fuerza Regional Norte Verde.
El 3 de septiembre de 2016 el partido realizó su primera Convención Nacional en el edificio de la Intendencia de la Región de Coquimbo en La Serena. En dicha ocasión se modificaron algunos estatutos del partido, se anunció la elección de su directiva interna en diciembre y se oficializó el apoyo a determinados candidatos a alcalde en algunas comunas de la región.
A pesar de estar activo sólo en la Región de Coquimbo, el partido pretende expandirse a otras regiones a futuro. También ha anunciado que presentará candidaturas en las elecciones parlamentarias y de consejeros regionales que se realizarán en 2017. Anunció la realización de su primera Convención el 20 de agosto de 2016. En enero de 2017 el partido acordó fusionarse con Frente Regional y Popular, Movimiento Independiente Regionalista Agrario y Social y Somos Aysén para constituir la Federación Regionalista Verde Social (FREVS). Fue disuelto oficialmente el 25 de abril de 2017, al ser legalizada la constitución de la FREVS.

## Directiva
La mesa directiva estuvo compuesta de la siguiente manera:
- Presidente: Agapito Santander
- Vicepresidentes:
  - Hanne Utreras
  - Gustavo Hernández
  - José Miguel Aguirre
- Secretario general: Miguel Ángel Rebolledo
- Tesorera: Carolina Tapia

## Resultados electorales

### Elecciones municipales
|  | 0,09 % |

|  | 0,15 % |